# ギルド・ウェリング
ギルド・ウェリング(Guild　Welling)はイギリス出身のエフェクタービルダー。

## 人物概要
- 1945年、ウェスト・ミッドランズのスタッフォードシャー で生まれる。
- 1966年、カリフォルニア州 ロサンゼルスの楽器店に勤める。
- 1973年に独立し、楽器屋時代のノウハウを生かしギターエフェクターの改造・修理・販売を開始。

## 特徴
開業当初は主にギターエフェクターのモディファイ業務をしていた。モディファイを行っていた期間は1973年から1975年の約2年間と言われ、当時彼の手によってモディファイされたエフェクターは現在ではとても入手困難であり、日本で市場に出回ることは滅多にない。また、彼がモディファイしたエフェクターにはボディー内部に手書きのサインがあり、さらに一筆書きの星マークの数によって出来具合を表している。現在までに確認されている星の数は最高4つまでで、4つ星が付いた固体は2000ドルを超える値が付く場合もある。